# Список умерших в 646 году

## Январь
- 17 января — Сульпиций Благочестивый, архиепископ Буржа, архикапеллан короля Хлотаря II, католический святой.

## Дата смерти неизвестна или требует уточнения
- Святой Иоанн I Агнус – 25-й епископ Тонгрена. Считается святым Римско-католической церковью. Известно, что он стал епископом Тонгерена самое позднее в 640 году и правил 6 лет. Похоронен в капелле замка Юи.
- Грациоз, епископ Неаполя (639—646).